# 廣韻
《廣韻》全名《大宋重修廣韻》，是宋真宗大中祥符元年（公元1008年）陳彭年等人奉詔，根據更早的《切韻》、《唐韻》等韻書修訂而成的韻書，使《廣韻》成为中國古代第一部由政府主修的韻書。《廣韻》共五卷，每卷的韻目下面都有一些为某韵字加注“獨用”，或與其它某韻相同字“同用”的字樣。它也可以看成是一部同韻字典。從王仁昫的《刊謬補缺切韻》開始，及至孫愐的《唐韻》，韵字都加入注釋，並且引文都有出處，于是韻書便同时有字典的功能。《廣韻》的名稱本來就有增廣隋唐韻書的意思，其韻數、小韻數、字數都較以前的韻書有增加。據《廣韻》卷首記載，共收26194字，注解共191692字。明代邵光祖《切韻指掌圖檢例》說：“按《廣韻》凡二萬五千三百字，其中有切韻者三千八百九十文（即3890小韻）。”而根據最新的校正，應爲3874小韻，儘管其中有少數幾個聲韻地位重合。

## 版本
廣韻自纂成至今，刻本、鈔本達百種之多。如按註文詳略之分，可分爲詳註本和略註本。如果按照刊刻的源流來看，詳註本又可分爲兩類，一類是福建私刻的《鉅宋廣韻》，稱「鉅宋本」，一類是臨安國子監刊刻的《大宋重修廣韻》，稱「大宋本」，此類版本現有「高宗本」、「寧宗本」和「巾箱本」。
迨至清代，校刻《廣韻》者甚衆，這些刻本中較通行的有三系，一是康熙年間張士俊校刻的「澤存堂本」，一是光緒年間黎庶昌校刻的「古逸叢書」本，一是民國初年商務印書館影印出版的南宋「巾箱本」。

## 系統
《廣韻》总計二百零六韻，包括平聲五十七韻，上聲五十五韻，去聲六十韻，入聲三十四韻。
平聲字數較多，分成上下兩卷。

### 聲母
按照廣韻的編排方式，同韻目的小韻排列在一起，但不標明聲母。廣韻的聲母系統是根據後世的三十六字母、等韻圖等文獻，以及用反切系聯法等方法得出。
| 今名        | 今名       | 古名   | 古名        | 古名                | 古名              | 古名            | 古名            |
| ----------- | ---------- | ------ | ----------- | ------------------- | ----------------- | --------------- | --------------- |
| 發音部位    | 發音方法   | 分類   | 分類        | 全清 （不送氣清音） | 次清 （送氣清音） | 全濁 （濁音）   | 次濁 （響輔音） |
| 雙唇        | 塞、鼻音   | 唇音   | 唇音        | 幫母 [p]            | 滂母 [pʰ]         | 母 [b]          | 明母 [m]        |
| 齒齦        | 邊近音     | 半舌音 | 半舌音      |                     |                   |                 | 來母 [l]        |
| 齒齦        | 塞、鼻音   | 舌音   | 舌頭音      | 端母 [t]            | 透母 [tʰ]         | 定母 [d]        | 泥母 [n]        |
| 捲舌／ 齦顎 | 塞、鼻音   | 舌音   | 舌上音      | 知母 [ʈ]／[ȶ]       | 徹母 [ʈʰ]／[ȶʰ]   | 澄母 [ɖ]／[ȡ]   | 娘母 [ɳ]／[ȵ]   |
| 齒齦        | 有噝塞擦音 | 齒音   | 齒頭音      | 精母 [t͡s]           | 清母 [t͡sʰ]        | 從母 [d͡z]       |                 |
| 齒齦        | 有噝擦音   | 齒音   | 齒頭音      | 心母 [s]            |                   | 邪母 [z]        |                 |
| 捲舌／ 齦後 | 有噝塞擦音 | 齒音   | 正齒音 莊組 | 莊母 [ʈ͡ʂ]／[t͡ʃ]     | 初母 [ʈ͡ʂʰ]／[t͡ʃʰ] | 崇母 [ɖ͡ʐ]／[d͡ʒ] |                 |
| 捲舌／ 齦後 | 有噝擦音   | 齒音   | 正齒音 莊組 | 生母 [ʂ]／[ʃ]       |                   | 俟母 [ʐ]／[ʒ]   |                 |
| 齦顎        | 有噝塞擦音 | 齒音   | 正齒音 章組 | 章母 [t͡ɕ]           | 昌母 [t͡ɕʰ]        | 常母 [d͡ʑ]       |                 |
| 齦顎        | 有噝擦音   | 齒音   | 正齒音 章組 | 書母 [ɕ]            |                   | 船母 [ʑ]        |                 |
| 齦顎        | 鼻音       | 半齒音 | 半齒音      |                     |                   |                 | 日母 [ȵ]／[ȵ͡ʑ]  |
| 軟顎        | 塞、鼻音   | 牙音   | 牙音        | 見母 [k]            | 溪母 [kʰ]         | 群母 [ɡ]        | 疑母 [ŋ]        |
| 軟顎        | 無噝擦音   | 喉音   | 喉音        | 曉母 [x]            |                   | 匣母 [ɣ]        | 母 [ɣ]          |
| 硬顎        | 近音       | 喉音   | 喉音        |                     |                   |                 | 以母 [j]／[∅]   |
| 聲門        | 塞音       | 喉音   | 喉音        | 影母 [ʔ]            |                   |                 |                 |
| 聲門        | 擦音       | 喉音   | 喉音        | 曉母 [h]            |                   | 匣母 [ɦ]        | 母 [ɦ]          |
| 零聲母      | 零聲母     | 喉音   | 喉音        |                     |                   |                 | 母 [∅]          |

### 韻目
廣韻所謂的「二百零六韻」即韻目，五卷中上平聲二十八韻目，下平聲二十九韻目，上聲五十五韻目，去聲六十韻目，入聲三十四韻目。平声字多，分了上下两卷。韻目是爲創作詩文而分，故分平上去入四聲，與韻母不同。廣韻一韻目可以看作一套或以上韻母加聲調的集合。如廣韻「東」韻目下包含了「東一」和「東三」兩韻母的平聲字，對應還有「董」「送」韻目，分別包含「東一」和「東三」的上聲和去聲。與「東」對應的入聲韻目「屋」也可分「屋一」和「屋三」兩韻母。
廣韻去聲有四套特殊的韻目「祭泰夬廢」，沒有與之對應的平聲和上聲。這四韻目的上古來源與入聲關係密切，又稱「次入聲」。
廣韻韻目沒有冬系上聲、臻系上聲、臻系去聲和痕系入聲，並非沒有這四韻目的字，而是字數太少，廣韻編纂者將之分別併入相鄰韻目「湩」、「𧤛」、「櫬」、「麧」。
| 上平一東     | 上聲一董     | 去聲一送     | 入聲一屋     |
| 上平二冬     | （上湩）     | 去聲二宋     | 入聲二沃     |
| 上平三鍾     | 上聲二腫     | 去聲三用     | 入聲三燭     |
| 上平四江     | 上聲三講     | 去聲四絳     | 入聲四覺     |
| 上平五支     | 上聲四紙     | 去聲五寘     |              |
| 上平六脂     | 上聲五旨     | 去聲六至     |              |
| 上平七之     | 上聲六止     | 去聲七志     |              |
| 上平八微     | 上聲七尾     | 去聲八未     |              |
| 上平九魚     | 上聲八語     | 去聲九御     |              |
| 上平十虞     | 上聲九麌     | 去聲十遇     |              |
| 上平十一模   | 上聲十姥     | 去聲十一暮   |              |
| 上平十二齊   | 上聲十一薺   | 去聲十二霽   |              |
|              |              | 去聲十三祭   |              |
|              |              | 去聲十四泰   |              |
| 上平十三佳   | 上聲十二蟹   | 去聲十五卦   |              |
| 上平十四皆   | 上聲十三駭   | 去聲十六怪   |              |
|              |              | 去聲十七夬   |              |
| 上平十五灰   | 上聲十四賄   | 去聲十八隊   |              |
| 上平十六咍   | 上聲十五海   | 去聲十九代   |              |
|              |              | 去聲二十廢   |              |
| 上平十七真   | 上聲十六軫   | 去聲二十一震 | 入聲五質     |
| 上平十八諄   | 上聲十七準   | 去聲二十二稕 | 入聲六術     |
| 上平十九臻   | （上𧤛）     | （去櫬）     | 入聲七櫛     |
| 上平二十文   | 上聲十八吻   | 去聲二十三問 | 入聲八物     |
| 上平二十一欣 | 上聲十九隱   | 去聲二十四焮 | 入聲九迄     |
| 上平二十二元 | 上聲二十阮   | 去聲二十五願 | 入聲十月     |
| 上平二十三魂 | 上聲二十一混 | 去聲二十六慁 | 入聲十一沒   |
| 上平二十四痕 | 上聲二十二很 | 去聲二十七恨 | （入麧）     |
| 上平二十五寒 | 上聲二十三旱 | 去聲二十八翰 | 入聲十二曷   |
| 上平二十六桓 | 上聲二十四緩 | 去聲二十九換 | 入聲十三末   |
| 上平二十七刪 | 上聲二十五潸 | 去聲三十諫   | 入聲十五鎋   |
| 上平二十八山 | 上聲二十六產 | 去聲三十一襉 | 入聲十四黠   |
| 下平一先     | 上聲二十七銑 | 去聲三十二霰 | 入聲十六屑   |
| 下平二仙     | 上聲二十八獮 | 去聲三十三線 | 入聲十七薛   |
| 下平三蕭     | 上聲二十九篠 | 去聲三十四嘯 |              |
| 下平四宵     | 上聲三十小   | 去聲三十五笑 |              |
| 下平五肴     | 上聲三十一巧 | 去聲三十六效 |              |
| 下平六豪     | 上聲三十二晧 | 去聲三十七號 |              |
| 下平七歌     | 上聲三十三哿 | 去聲三十八箇 |              |
| 下平八戈     | 上聲三十四果 | 去聲三十九過 |              |
| 下平九麻     | 上聲三十五馬 | 去聲四十禡   |              |
| 下平十陽     | 上聲三十六養 | 去聲四十一漾 | 入聲十八藥   |
| 下平十一唐   | 上聲三十七蕩 | 去聲四十二宕 | 入聲十九鐸   |
| 下平十二庚   | 上聲三十八梗 | 去聲四十三映 | 入聲二十陌   |
| 下平十三耕   | 上聲三十九耿 | 去聲四十四諍 | 入聲二十一麥 |
| 下平十四清   | 上聲四十靜   | 去聲四十五勁 | 入聲二十二昔 |
| 下平十五青   | 上聲四十一迥 | 去聲四十六徑 | 入聲二十三錫 |
| 下平十六蒸   | 上聲四十二拯 | 去聲四十七證 | 入聲二十四職 |
| 下平十七登   | 上聲四十三等 | 去聲四十八嶝 | 入聲二十五德 |
| 下平十八尤   | 上聲四十四有 | 去聲四十九宥 |              |
| 下平十九侯   | 上聲四十五厚 | 去聲五十候   |              |
| 下平二十幽   | 上聲四十六黝 | 去聲五十一幼 |              |
| 下平二十一侵 | 上聲四十七寢 | 去聲五十二沁 | 入聲二十六緝 |
| 下平二十二覃 | 上聲四十八感 | 去聲五十三勘 | 入聲二十七合 |
| 下平二十三談 | 上聲四十九敢 | 去聲五十四闞 | 入聲二十八盍 |
| 下平二十四鹽 | 上聲五十琰   | 去聲五十五豔 | 入聲二十九葉 |
| 下平二十五添 | 上聲五十一忝 | 去聲五十六㮇 | 入聲三十怗   |
| 下平二十六咸 | 上聲五十三豏 | 去聲五十八陷 | 入聲三十一洽 |
| 下平二十七銜 | 上聲五十四檻 | 去聲五十九鑑 | 入聲三十二狎 |
| 下平二十八嚴 | 上聲五十二儼 | 去聲五十七釅 | 入聲三十三業 |
| 下平二十九凡 | 上聲五十五范 | 去聲六十梵   | 入聲三十四乏 |

## 參閱
- 切韻
- 重紐
- 三十六字母
- 中古漢語
- 韻目代日

## 外部連結
- 韻典網 （页面存档备份，存于）
- 《廣韻》全字表及輸入法 （页面存档备份，存于）
- 宋本廣韻全文 （页面存档备份，存于）
- 中國哲學書電子化計劃 廣韻 （页面存档备份，存于）